# Ричард Бакман
Ричард Бакман е псевдоним на американския писател Стивън Кинг, известен най-вече със своите романи на ужаса.
Стивън Кинг използва този псевдоним след като е издал няколко новели под истинското си име, за да провери дали неговите по-ранни произведения (написани преди „Кери“) биха се продавали. Друга причина за използването на псевдонима е страхът на Кинг, че творби, които искал да издаде и които не били романи на ужаса, щели да навредят на реномето му като писател.
Въпреки че Кинг отрича каквато и да е връзка с Ричард Бакман, той бива разкрит от читателите заради близките стилове и най-вече заради посвещенията на книгите на Бакман, които били към хора близки на Кинг. След като псевдонимът е разкрит, Кинг устройва мнимо погребение на Ричард Бакман. „Отмъстителите“ е издаден след „смъртта“ на Бакман. Кинг твърди, че ръкописът е намерен сред вещите на покойния писател. Стивън Кинг използва „връзката“ си с Ричард Бакман като основа за романа „Тъмната половина“.
Стивън Кинг пише 6 романа под псевдонима Ричард Бакман: „Гняв“, „Дългата разходка“, „Бягащият човек“ (филмиран с Арнолд Шварценегер в главната роля), „Пътна мрежа“, „Проклятието“ (също филмиран) и „Отмъстителите“.
През юни 2007, в САЩ и Великобритания излезе новата книга на Ричард Бакман – Blaze, за която Кинг разказва, че я намерил в стар кашон и се заел да я преправи и публикува под стария си псевдоним.